# NGC 4947
NGC 4947 = IC 3974 ist eine Balken-Spiralgalaxie mit ausgedehnten Sternentstehungsgebieten vom Hubble-Typ SABb im Sternbild Zentaur am Südsternhimmel. Sie ist schätzungsweise 100 Millionen Lichtjahre von der Milchstraße entfernt und hat einen Durchmesser von etwa 75.000 Lj. Gemeinsam mit NGC 4947A und PGC 44770 bildet sie die kleine Galaxiengruppe LGG 327.
Das Objekt wurde zweimal entdeckt; zuerst am 1. Mai 1834 von John Herschel mit einem 18-Zoll-Spiegelteleskop, der dabei „pretty large, faint, round, very gradually a little brighter in the middle, 50 arcseconds“ notierte (Entdeckung geführt als NGC 4947); danach am 28. März 1898 von Lewis A. Swift (geführt als IC 3974).

## NGC 4947-Gruppe (LGG 327)
| Galaxie   | Alternativname | Entfernung/Mio. Lj |
| --------- | -------------- | ------------------ |
| NGC 4947  | PGC 45269      | 100                |
| NGC 4947A | PGC 45180      | 108                |
| PGC 44770 | ESO 381-41     | 108                |